# کونگزبککا
شهر کونگزبککا (به سوئدی: Kungsbacka) در ناحیه شهری کونگزبککا در کشور سوئد واقع شده‌است. جمعیت این شهر ۱۸۴۴٫۶۸  نفر است.